# Marcel Van Crombrugge
Marcel Lucien Charles Van Crombrugge (Gent, 13 september 1880 - aldaar, 23 september 1940) was een Belgische roeier. Hij was lid van de Koninklijke Roeivereniging Club Gent. Hij nam  deel aan de Olympische Spelen en won hierbij een zilveren medaille. Hij werd ook zesmaal Europees kampioen.
Hij nam deel voor België aan de Olympische Zomerspelen 1900 in Parijs en won er een zilveren medaille in de acht met stuurman van de Club Nautique de Gand.

## Palmares

### twee met stuurman
- 1900:  EK in Parijs
- 1902:  EK in Straatsburg/Kehl

### vier met stuurman
- 1900:  EK in Parijs
- 1902:  EK in Straatsburg/Kehl

### acht
- 1900:  OS in Parijs
- 1900:  EK in Parijs
- 1901:  EK in Zürich
- 1902:  EK in Straatsburg/Kehl
- 1906:  EK in Pallanza